# 1133-as mellékút (Magyarország)
Az 1133-as számú mellékút egy körülbelül 4,5 kilométer hosszú mellékút Pest vármegye nyugati széle közelében, a 102-es és a 10-es főutak között. Útvonala a Budai-hegység legnyugatibb magaslatai közelében halad, forgalma jelentős, mert azon kevés útvonal egyike, amelyek többé-kevésbé az észak-déli tengelyirány mentén szelik át a Budai-hegységet és a nyugat-budai agglomerációt.

## Nyomvonala

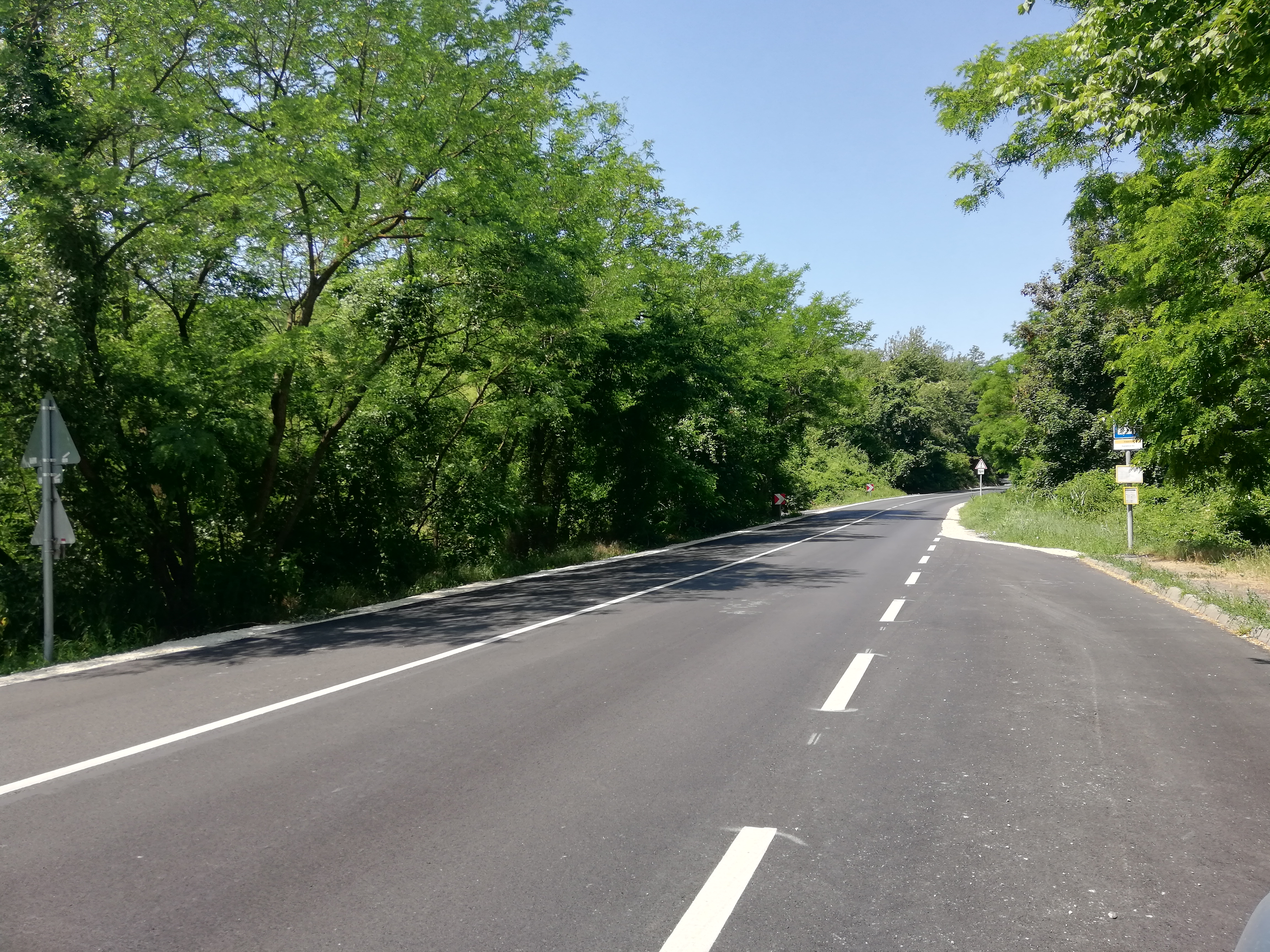
Az út a Garancsi-tónál Tinnye felé nézve

Tinnye központjában ágazik ki a 102-es főútból, keleti irányban, és szinte végig ez a fő iránya. Elhalad Kossuth Lajos egykori tinnyei lakóháza mellett, majd a falu utolsó házait elhagyva kanyargós külterületi szakasza következik, több itteni éles kanyarja is gyakori baleseti helyszín. Elhalad a Garancsi-tó mellett, végül Piliscsaba központjában, a 10-es főúthoz csatlakozva ér véget.

## Története
Korábban az 1104-es út része volt (amely Bicskét kötötte össze Piliscsabával), de miután annak az útnak a Zsámbék és Tinnye közötti, nagyjából 11-12 kilométeres szakaszát a 102-es főútba sorolták be, azóta az eredeti számozást csak a Bicske-Zsámbék szakasz viseli, ez a szakasz pedig új számozást kapott.

## Érdekességek
- Az út több szakasza szolgált – ma is jól felismerhető módon – az Üvegtigris című játékfilm, illetve a folytatásai (Üvegtigris 2.-3.) forgatási helyszíneként.